# 2014 في البرازيل
فيما يلي قوائم الأحداث التي وقعت خلال عام 2014 في البرازيل.

## أحداث
- 5 أكتوبر – انتخابات البرازيل الرئاسية 2014
- 13 أغسطس – حادثة تحطم طائرة سيسنا في البرازيل 2014

## رياضة
- 1 يناير – الدوري البرازيلي لكرة القدم 2014
- 1 يناير – جائزة البرازيل الكبرى 2014 الفائز نيكو روسبيرغ.
- 8 يوليو – البرازيل ضد ألمانيا الفائز منتخب ألمانيا لكرة القدم.
- 13 يوليو – نهائي كأس العالم لكرة القدم 2014 الفائز منتخب ألمانيا لكرة القدم.

## أفلام
من الأفلام التي صدرت هذه السنة في البرازيل:
- 11 فبراير – شاطئ فوتورو من إخراج كريم عينوز.

## كتب
من الكتب التي صدرت هذه السنة في البرازيل:
- 10 أبريل – الزانية من تأليف باولو كويلو.

## وفيات

### فبراير
- 2 فبراير – ادوردو كوتينهو (مواليد 1933) مخرج أفلام برازيلي.
- 8 فبراير – مايكون بيريرا دي أوليفيرا (مواليد 1988) لاعب كرة قدم برازيلي.

### مارس
- 20 مارس – بليني (مواليد 1930) لاعب كرة قدم برازيلي.

### مايو
- 23 مايو – جويل كامارغو (مواليد 1946) لاعب كرة قدم برازيلي.
- 31 مايو – مارينيو تشاغاس (مواليد 1952) لاعب كرة قدم برازيلي.

### يونيو
- 7 يونيو – فرنانداو (مواليد 1978) لاعب ومدرب كرة قدم برازيلي.
- 14 يونيو – ألكسندر دي أوليفيرا (مواليد 1977) لاعب كرة قدم برازيلي.

### أكتوبر
- 3 أكتوبر – لوري ساندري (مواليد 1949) لاعب كرة قدم برازيلي.